# Марчелліна
Марчелліна (італ. Marcellina) — муніципалітет в Італії, у регіоні Лаціо,  метрополійне місто Рим-Столиця.
Марчелліна розташована на відстані близько 30 км на північний схід від Рима.
Населення — 7296 осіб (2014).

## Демографія
Населення за роками:

Станом на 1 січня 2023 року в муніципалітеті офіційно проживало 1285 іноземців з 58 країн, серед них 902 громадяни країн Євросоюзу та 19 громадян України.

## Сусідні муніципалітети
- Гуідонія-Монтечеліо
- Сан-Поло-дей-Кавальєрі
- Тіволі